# ナンセンス突然変異
ナンセンス突然変異(ナンセンスとつぜんへんい、英：Nonsense mutation.)は、終止変異とも言われ、アミノ酸のコドンを終止コドンに変える変異を言い、非常に影響の大きい変異である。ポリペプチド鎖の長さは、終止コドンが表れた場所によって決まり、遺伝子のはじめに近い位置に終止コドンが出た場合は、短いポリペプチド鎖になる。真核生物の場合、非常に早い段階に終止コドンを持つmRNAは、ナンセンス変異依存mRNA分解機構によって、分解される。
ただ、サプレッサー変異を持つ変異tRNAを持つ場合、このナンセンス突然変異を抑えることがある。